# 年代別アニメソング一覧 (その他)
年代別アニメソング一覧 (その他)（ねんだいべつアニメソングいちらん）では、オープニング曲・エンディング曲以外のアニメソング（主に挿入歌・劇場版主題歌）について、年代別に列挙する。
ここに挙げる一覧では、ドラマの主題歌や挿入歌、コマーシャルのBGMなどで発表済みのものは除く。

## 1960年代
- 主題歌
  - アルディンのテーマ（ヘルプフル・ソウル（メンバーにはチャーリー・コーセイもいた。） ； アニメ映画『千夜一夜物語』主題歌)

- 挿入歌
  - かあさんの歌（サスケのわらべうた）（岡田恭子 『サスケ』挿入歌）
  - クールな恋（オーロラ三人娘（オリジナルはザ・ゴールデン・カップス） ； 『巨人の星』挿入歌)
  - 友情の虹（ジ・エコーズ（GSグループ、ザ・ワンダースの変名。尾崎紀世彦も在籍。） ； 『巨人の星』挿入歌)

## 1970年代
- 主題歌
  - THE GALAXY EXPRESS 999（ゴダイゴ ； 劇場版『銀河鉄道999』主題歌)
  - 炎のたからもの(ルパン三世 カリオストロの城主題歌)

- 挿入歌
  - あいしゅうのドラえもん（「日本テレビ版ドラえもん」挿入歌）
  - TAKING OFF!（ゴダイゴ ； 劇場版『銀河鉄道999』挿入歌)
  - スーパーヒーロー(「ルパン三世第二期」挿入歌)

## 1980年代
- うる星やつら
  - I, I, You&愛 （小林泉美 ； 劇場版『うる星やつら オンリー・ユー』主題歌、『うる星やつら_(アニメ)』4代目ED）
  - 愛はブーメラン （松谷祐子 ； 劇場版『うる星やつら2 ビューティフル・ドリーマー』主題歌）
  - Born To Be Free （ステファニー ； 劇場版『うる星やつら3 リメンバー・マイ・ラブ』オープニング）
  - Remember my Love （ステファニー ； 劇場版『うる星やつら3 リメンバー・マイ・ラブ』エンディング）
  - メランコリーの軌跡 （松永夏代子 ； 劇場版『うる星やつら4 ラム・ザ・フォーエバー』主題歌）
  - 好き♡嫌い （麻田華子 ； 劇場版『うる星やつら 完結篇』主題歌）
  - BEGIN THE 綺麗 （UL-SAYS (from T.P.D) ； 劇場版『うる星やつら いつだってマイ・ダーリン』主題歌）
  - Sweet Dream （成清加奈子 ； メモリアル・アルバム『アイム THE 終ちゃん』オープニング）
  - ロマンスが痛い （成清加奈子 ； メモリアル・アルバム 『アイム THE 終ちゃん』エンディング）
  - モノトーンの夏 （松永夏代子 ； OVA『夢の仕掛人、因幡くん登場！ ラムの未来はどうなるっちゃ！？』オープニング）
  - SORRY… （成清加奈子 ； OVA『夢の仕掛人、因幡くん登場！ ラムの未来はどうなるっちゃ！？』エンディング）

- ガンダムシリーズ
  - 砂の十字架（やしきたかじん ； 劇場版『機動戦士ガンダム』主題歌）
  - 哀・戦士（井上大輔 ； 劇場版『機動戦士ガンダムII 哀・戦士編』主題歌）
  - 風にひとりで（井上大輔 ； 劇場版『機動戦士ガンダムII 哀・戦士編』挿入歌）
  - めぐりあい（井上大輔 ； 劇場版『機動戦士ガンダムIII めぐりあい宇宙編』主題歌）
  - ビギニング（井上大輔 ； 劇場版『機動戦士ガンダムIII めぐりあい宇宙編』挿入歌）
  - BEYOND THE TIME (メビウスの宇宙（そら）を越えて)（TM NETWORK ； 劇場版『機動戦士ガンダム 逆襲のシャア』主題歌）

- スタジオジブリ
  - 風の谷のナウシカ （安田成美 ； 映画『風の谷のナウシカ』イメージソング）
  - 君をのせて （井上あずみ ； 映画『天空の城ラピュタ』主題歌）
  - さんぽ （井上あずみ ； 映画『となりのトトロ』オープニング）
  - 埴生の宿 （アメリータ・ガリ＝クルチ ； 映画『火垂るの墓』挿入歌）
  - ルージュの伝言 （松任谷由実 ； 映画『魔女の宅急便』オープニング）
  - やさしさに包まれたなら （松任谷由実 ； 映画『魔女の宅急便』エンディング）

- その他
  - 愛・おぼえていますか（飯島真理 ； 劇場版『超時空要塞マクロス 愛・おぼえていますか』主題歌）
  - 硝子のキッス （姫乃樹リカ ； 劇場版『めぞん一刻 完結篇』主題歌）
  - たのまれグッバイ（川浪葉子 ； 『装甲騎兵ボトムズ』挿入歌）
  - 永遠の一秒（ステファニー ； TVスペシャル『アンドロメダ・ストーリーズ』主題歌）

## 1990年代
- ガンダムシリーズ
  - ETERNAL WIND〜ほほえみは光る風の中〜 （森口博子 ； 劇場版『機動戦士ガンダムF91』主題歌）
  - 君を見つめて -The time I'm seeing you-　（森口博子 ； 劇場版『機動戦士ガンダムF91』イメージソング）
  - LAST IMPRESSION （TWO-MIX ； 劇場版『新機動戦記ガンダムW Endless Waltz 特別編』主題歌）

- 新世紀エヴァンゲリオン
  - 魂のルフラン （高橋洋子 ； 『新世紀エヴァンゲリオン劇場版 シト新生』主題歌）
  - THANATOS -IF I CAN'T BE YOURS- （LOREN & MASH ； 『新世紀エヴァンゲリオン劇場版 Air/まごころを、君に』主題歌）
  - Komm, susser Tod （ARIANNE ； 『新世紀エヴァンゲリオン劇場版 Air/まごころを、君に』挿入歌）

- 名探偵コナン
  - Happy Birthday （杏子 ； 劇場版『名探偵コナン 時計じかけの摩天楼』主題歌）
  - キミがいれば（伊織 ； 劇場版『名探偵コナン 時計じかけの摩天楼』挿入歌）
  - 逢いたいよ（伊織 ； 劇場版『名探偵コナン 時計じかけの摩天楼』イメージソング）
  - 少女の頃に戻ったみたいに （ZARD ； 劇場版『名探偵コナン 14番目の標的』主題歌）
  - キミがいれば（伊織 ； 劇場版『名探偵コナン 14番目の標的』挿入歌）
  - KIZUNA（伊織 ； 劇場版『名探偵コナン 14番目の標的』挿入歌）
  - ONE （B'z ； 劇場版『名探偵コナン 世紀末の魔術師』主題歌）
  - I'll be there（菅井えり ； 劇場版『名探偵コナン 世紀末の魔術師』挿入歌）
  - キミがいれば（世紀末バージョン）（伊織 ； 劇場版『名探偵コナン 世紀末の魔術師』挿入歌）
  - 愛はいつも（伊織 ； 劇場版『名探偵コナン 世紀末の魔術師』挿入歌）

- ぐるぐるタウンはなまるくん
  - お花畑でチュッ!チュッ!チュッ! （はなまる楽団 ； 『ぐるぐるタウンはなまるくん』挿入歌）
  - カモ カモ 25 （はなまる楽団 ； 『ぐるぐるタウンはなまるくん』挿入歌）
  - Ever Blue - 中田あすみ、浅野まゆみ
  - 三輪車はリムジン （はなまる楽団 ； 『ぐるぐるタウンはなまるくん』挿入歌）
  - 仲良しオバケ ムーチョとポンチョ （はなまる楽団 ； 『ぐるぐるタウンはなまるくん』挿入歌）
  - すずめばち最高! （タケカワユキヒデ T's COMPANY ； 『ぐるぐるタウンはなまるくん』挿入歌）
  - ストレート・マン （はなまる楽団 ； 『ぐるぐるタウンはなまるくん』挿入歌）
  - 2001年ガンバった （はなまる楽団 ； 『ぐるぐるタウンはなまるくん』挿入歌）
  - はなまる音頭 （藤巻恵理子、はなまる楽団 ； 『ぐるぐるタウンはなまるくん』挿入歌）
  - ブギウギ玉子焼き （はなまる楽団 ； 『ぐるぐるタウンはなまるくん』挿入歌）
  - ベジ・タブル・ベジベ～ジ（だ・か・ら,野菜は最高） （はなまる楽団 ； 『ぐるぐるタウンはなまるくん』挿入歌）
  - 耳にタコ （はなまる楽団 ； 『ぐるぐるタウンはなまるくん』挿入歌）
  - やまびこおじさん たんぽぽおばさん （はなまる楽団 ； 『ぐるぐるタウンはなまるくん』挿入歌）
  - ワァッ!HA!HA!マイホーム （はなまる楽団 ； 『ぐるぐるタウンはなまるくん』挿入歌）

- スタジオジブリ
  - さくらんぼの実る頃 （加藤登紀子 ； 映画『紅の豚』主題歌）
  - 時には昔の話を （加藤登紀子 ； 映画『紅の豚』エンディングテーマ）
  - ぽんぽこ愛のテーマ （上々颱風 ； 映画『平成狸合戦ぽんぽこ』主題歌）
  - いつでも誰かが （上々颱風 ； 映画『平成狸合戦ぽんぽこ』主題歌）
  - Take Me Home, Country Roads （オリビア・ニュートン＝ジョン ； 映画『耳をすませば』主題歌）
  - カントリー・ロード （本名陽子 ； 映画『耳をすませば』エンディングテーマ）
  - もののけ姫 （米良美一 ； 映画『もののけ姫』主題歌）
  - ひとぼっちはやめた （矢野顕子 ； 映画『ホーホケキョ となりの山田くん』主題歌）

- その他
  - 恋しさと せつなさと 心強さと （篠原涼子 with t.komuro ； アニメ映画『ストリートファイターII MOVIE』主題歌）
  - わぴこの元気予報! （内田順子 ； 『きんぎょ注意報!』）●？
  - 絶対運命黙示録 （演劇実験室◎万有引力 ； 『少女革命ウテナ』挿入歌）
  - ミッシング・リンク （演劇実験室◎万有引力 ； 『少女革命ウテナ』挿入歌）
  - Moon Revenge  （三石琴乃,富沢美智恵,久川綾,篠原恵美,深見梨加 ； 『劇場版美少女戦士セーラームーンR』 挿入歌）
  - if you wish… （宇都宮隆 ； 『エルマーの冒険』）

## 2000年代
- おジャ魔女どれみ
  - ぽっぷな勇気（小森まなみ ； 『映画 おジャ魔女どれみ♯』主題歌）
  - 夏のまほう（MAHO堂 ； 『映画 も〜っと! おジャ魔女どれみ カエル石のひみつ』主題歌）
- キディ・ガーランド
  - カボチャプリンのうた （アスクール（内田彩） ； 『キディ・ガーランド』第2話挿入歌）
  - うたを歌おう♪ （アスクール（内田彩）、ク・フィーユ（ 合田彩）、ディア（ 高橋夢波） ； 『キディ・ガーランド』第4話挿入歌）

- けいおん!
  - ふわふわ時間 （桜高軽音部　平沢唯・秋山澪・田井中律・琴吹紬（CV：豊崎愛生、日笠陽子、佐藤聡美、寿美菜子）；（『けいおん!』劇中歌）
  - Maddy Candy （DEATH DEVIL　山中さわ子（CV：真田アサミ）；（『けいおん!』劇中歌）

- サマーウォーズ
  - 僕らの夏の夢 （山下達郎 ； 『サマーウォーズ』主題歌）

- NEEDLESS
  - 死にいたる傷 （Gargoyle ；（『NEEDLESS』挿入歌）
  - マグマキッド （Gargoyle ；（『NEEEDLESS』挿入歌）
  - わたしはジュースでココナッツ （KILLE ；（『NEEDLESS』挿入歌）

- 涼宮ハルヒの憂鬱
  - God knows... （涼宮ハルヒ（平野綾） ； 『涼宮ハルヒの憂鬱』挿入歌）
  - Lost my music （涼宮ハルヒ（平野綾） ； 『涼宮ハルヒの憂鬱』挿入歌）
  - 恋のミクル伝説 （朝比奈みくる（後藤邑子） ； 『涼宮ハルヒの憂鬱』挿入歌）

- スタジオジブリ
  - いつも何度でも （木村弓 ； 映画『千と千尋の神隠し』主題歌）
  - 風になる （つじあやの ； 映画『猫の恩返し』主題歌）
  - 世界の約束 （倍賞千恵子 ； 映画『ハウルの動く城』主題歌）
  - テルーの唄 （手嶌葵 ； 映画『ゲド戦記』挿入歌）
  - 時の歌 （手嶌葵 ； 映画『ゲド戦記』主題歌）
  - 崖の上のポニョ （藤岡藤巻と大橋のぞみ ； 映画『崖の上のポニョ』主題歌）
  - Arrietty's Song （セシル・コルベル ； 映画『借りぐらしのアリエッティ』主題歌）
  - さよならの夏 〜コクリコ坂から〜 （手嶌葵 ； 映画『コクリコ坂から』主題歌）

- スレイヤーズ
  - Give a reason（林原めぐみ ； 『スレイヤーズEVOLUTION-R』）

- 超重神グラヴィオン
  - 合身!ゴッドグラヴィオン （JAM Project featuring 遠藤正明 ； 『超重神グラヴィオン』挿入歌）
  - 炎皇合身!ソルグラヴィオン!! （JAM Project featuring 福山芳樹 ； 『超重神グラヴィオンツヴァイ』挿入歌）

- とある魔術の禁書目録
  - 雨（川田まみ ； 『とある魔術の禁書目録』挿入歌）
  - jellyfish（川田まみ ； 『とある魔術の禁書目録』挿入歌）

- とっとこハム太郎
  - らぶらぶアタック大作戦! （ハムちゃんず ちーず! ； 『とっとこハム太郎』挿入歌）

以下4曲は全てとっとこハム太郎のOVA作品の主題歌。ハムちゃんずが歌っている。
- ハッピーハムハムバースデイ 『ハム太郎のおたんじょうび 〜ママをたずねて三千てちてち〜』
- すてきな なつの おくりもの〜ハムハムホリデイ、いつまでも〜 『ハムちゃんずの宝さがし大作戦 はむはー! すてきな海のなつやすみ?』
- ぼくらのレインボウ 『ハムちゃんずと虹の国の王子さま 〜せかいでいちばんのたからもの〜』
- めざせ!ゴール〜だいじななかまと 『ハムちゃんずのめざせ! ハムハム金メダル 〜はしれ!はしれ!だいさくせん!?』

- NARUTO -ナルト-
  - Home Sweet Home（YUKI ； 『劇場版 NARUTO -ナルト- 大活劇!雪姫忍法帖だってばよ!!』主題歌）
  - Ding! Dong! Dang!（TUBE ； 『劇場版 NARUTO -ナルト- 大激突!幻の地底遺跡だってばよ』主題歌）
  - つぼみ（MARIA ； 『劇場版 NARUTO -ナルト- 大興奮!みかづき島のアニマル騒動だってばよ』主題歌）
  - Lie-Lie-Lie（DJ OZMA ； 『劇場版 NARUTO -ナルト- 疾風伝』主題歌）
  - NO RAIN NO RAINBOW（HOME MADE 家族 ； 『劇場版 NARUTO -ナルト- 疾風伝 絆』主題歌）
  - 誰かが（PUFFY ； 『劇場版 NARUTO -ナルト- 疾風伝 火の意志を継ぐ者』主題歌）

- にゃんこい!
  - ねこねこ音頭（榊原ゆい・今井麻美・福井裕佳梨 ； 『にゃんこい!』挿入歌）

- 鋼の錬金術師
  - Link （L'Arc〜en〜Ciel ； 『鋼の錬金術師 シャンバラを征く者』）

- BLEACH
  - 千の夜をこえて（Aqua Timez ； 『劇場版BLEACH MEMORIES OF NOBODY』主題歌）
  - 光のロック（サンボマスター ； 『劇場版BLEACH The DiamondDust Rebellion もう一つの氷輪丸』主題歌）
  - 今宵、月が見えずとも（ポルノグラフィティ ； 『劇場版BLEACH Fade to Black 君の名を呼ぶ』主題歌）
- プリキュアシリーズ
  - Heart to Heart（中嶋朋子 ； 『ふたりはプリキュア』第21話挿入歌）
  - ☆SHINING STAR☆（中嶋朋子 ； 『ふたりはプリキュア』第26、46話挿入歌）
  - ゲッチュウ！らぶらぶぅ？！ 〜VERONE Chorus Version〜（本名陽子&ゆかな&ヤング・フレッシュ ； 『ふたりはプリキュア』第45話挿入歌）
  - Beautiful Would（うちやえゆか ； 『ふたりはプリキュア』第49話挿入歌）
  - ここにいるよ（藤田美歌子 ； 『ふたりはプリキュア Max Heart』第8話挿入歌）
  - 旅立ちの朝に（五條真由美 ； 『ふたりはプリキュア Max Heart』第47話挿入歌）
  - 心のチカラ（工藤静香 ； 『映画 ふたりはプリキュア Max Heart』エンディングテーマ）
  - 希望の涙〜Tears for tomorrow〜（五條真由美 ； 『映画 ふたりはプリキュア Max Heart』挿入歌）
  - ギャグ100回分愛してください（Berryz工房 ； 『映画 ふたりはプリキュア Max Heart 2 雪空のともだち』エンディングテーマ）
  - Crystal（五條真由美 ； 『映画 ふたりはプリキュア Max Heart 2 雪空のともだち』挿入歌）
  - ガンバランスdeダンス 〜咲&舞version〜（日向咲（樹元オリエ）&美翔舞（榎本温子） ； 『映画 ふたりはプリキュア Splash Star チクタク危機一髪!』エンディングテーマ）
  - とびっきり！勇気の扉（ドア）（春日野うらら（伊瀬茉莉也） ； 『Yes!プリキュア5』第20、29話挿入歌）
  - ツイン・テールの魔法（春日野うらら（伊瀬茉莉也） ； 『Yes!プリキュア5GoGo!』第18、37、40話挿入歌）
  - 明日、花咲く。笑顔、咲く。（ぷりきゅあ5 plus くるみ、キュア・カルテット[メンバー 1] ； 『Yes!プリキュア5GoGo!』第48話挿入歌
  - Birthday Party（三船美佳&THE TRA★BRYU with Renon ； 『映画 Yes!プリキュア5GoGo! お菓子の国のハッピーバースディ♪』エンディングテーマ）
  - DANZEN!まかせて☆フル・スロットルGOGO!!（五條真由美、うちやえゆか、工藤真由 ； 『ちょ〜短編 プリキュアオールスターズ GoGoドリームライブ』主題歌）
  - キラキラkawaii!プリキュア大集合♪（五條真由美 with キュア・デラックス[メンバー 2]； 『映画 プリキュアオールスターズDX みんなともだちっ☆奇跡の全員大集合!』オープニングテーマ）
  - プリキュア、奇跡デラックス（工藤真由 with キュア・デラックス[メンバー 3] ； 『映画 プリキュアオールスターズDX みんなともだちっ☆奇跡の全員大集合!』エンディングテーマ）
  - Let's! フレッシュプリキュア! 〜Hybrid ver.〜 for the Movie（茂家瑞季 with キュアフレッシュ![メンバー 4] ；『映画 フレッシュプリキュア! おもちゃの国は秘密がいっぱい!?』オープニングテーマ、『フレッシュプリキュア!』本放送第37 - 42話オープニングテーマ）
  - H@ppy Together!!! for the Movie（林桃子 with キュアフレッシュ! [メンバー 4]； 『映画 フレッシュプリキュア! おもちゃの国は秘密がいっぱい!?』エンディングテーマ）

- マーメイドメロディぴちぴちピッチ
  - オーロラの風に乗って （小暮英麻 ； 『マーメイドメロディーぴちぴちピッチ』挿入歌）
  - 黒の協奏曲〜concerto〜 （土屋実紀、下屋則子 ； 『マーメイドメロディーぴちぴちピッチ』挿入歌）
  - 恋はなんだろう （中田あすみ ； 『マーメイドメロディーぴちぴちピッチ』挿入歌）
  - Super Love Songs! （中田あすみ、寺門仁美、浅野まゆみ ； 『マーメイドメロディーぴちぴちピッチ』挿入歌）
  - Return To The Sea （植田佳奈 ； 『マーメイドメロディーぴちぴちピッチ』挿入歌）
  - Legend of mermaid （中田あすみ、寺門仁美、浅野まゆみ ； 『マーメイドメロディーぴちぴちピッチ』挿入歌） - （注1）参照
  - Ever Blue （寺門仁美 ； 『マーメイドメロディーぴちぴちピッチ』挿入歌） - （注1）参照
  - KIZUNA （中田あすみ・寺門仁美・浅野まゆみ ； 『マーメイドメロディーぴちぴちピッチ』挿入歌） - （注1）参照
  - KODOU〜パーフェクト・ハーモニー〜 （中田あすみ・寺門仁美・浅野まゆみ ； 『マーメイドメロディーぴちぴちピッチ』挿入歌） - （注1）参照
    - （注1）作品中で登場するキャラクターが歌う設定であるため、ストーリー展開によってメンバーが増減する。各曲で加わる可能性のあるメンバーは次の通り。
    - Ever Blue - 中田あすみ、浅野まゆみ（共にコーラス）。
    - Legend of mermaid - 小暮英麻、永田亮子、新井里美、植田佳奈（第1期のみ）、喜多村英梨（第2期のみ）。永田亮子、新井里美、小暮英麻の3人のみが歌ったパターンも存在する。
    - KODOU - 小暮英麻、永田亮子、新井里美、植田佳奈。
    - KIZUNA - 小暮英麻。

- マーメイドメロディーぴちぴちピッチ ピュア
  - 暗黒の翼（小林沙苗 ； 『マーメイドメロディーぴちぴちピッチピュア』挿入歌）
  - 花と蝶のセレナーデ（小島めぐみ ； 『マーメイドメロディーぴちぴちピッチピュア』挿入歌）
  - 闇のバロック〜BAROQUE〜 （土屋実紀、下屋則子 ； 『マーメイドメロディーぴちぴちピッチピュア』挿入歌）
  - MOTHER SYMPHONY（中田あすみ、寺門仁美、浅野まゆみ ； 『マーメイドメロディーぴちぴちピッチピュア』挿入歌。ただしCDでは中田あすみのソロ曲）

- 魔法少女リリカルなのは
  - Take a shot（水樹奈々 ； 『魔法少女リリカルなのは』挿入歌）
  - BRAVE PHOENIX（水樹奈々 ； 『魔法少女リリカルなのはA's』挿入歌）
  - Snow Rain（八神はやて（植田佳奈） ； 『魔法少女リリカルなのはA's』挿入歌）
  - Pray（水樹奈々 ； 『魔法少女リリカルなのはStrikerS』挿入歌）
  - 空色の約束（スバル・ナカジマ（斎藤千和） ； 『魔法少女リリカルなのはStrikerS』挿入歌）

- 名探偵コナン
  - あなたがいるから （小松未歩 ； 劇場版『名探偵コナン 瞳の中の暗殺者』主題歌）
  - キミがいれば（暗殺者ヴァージョン）（伊織 ； 劇場版『名探偵コナン 瞳の中の暗殺者』挿入歌）
  - always （倉木麻衣 ； 劇場版『名探偵コナン 天国へのカウントダウン』主題歌）
  - Everlasting （B'z ； 劇場版『名探偵コナン ベイカー街の亡霊』主題歌）
  - Time after time〜花舞う街で〜 （倉木麻衣 ； 劇場版『名探偵コナン 迷宮の十字路』主題歌）
  - キミがいれば（十字路ヴァージョン）（REIKO ； 劇場版『名探偵コナン 迷宮の十字路』挿入歌）
  - Dream×Dream （愛内里菜 ； 劇場版『名探偵コナン 銀翼の奇術師』主題歌）
  - ぼくがいる～コナンのテーマ～（高山みなみ ； 劇場版『名探偵コナン 銀翼の奇術師』挿入歌）
  - 夏を待つセイル(帆)のように （ZARD ； 劇場版『名探偵コナン 水平線上の陰謀』主題歌）
  - 想い出たち～想い出～（高山みなみ ； 劇場版『名探偵コナン 水平線上の陰謀』挿入歌）
  - ゆるぎないものひとつ （B'z ； 劇場版『名探偵コナン 探偵たちの鎮魂歌』主題歌）
  - キミがいれば（世紀末バージョン）（伊織 ； 劇場版『名探偵コナン 探偵たちの鎮魂歌』挿入歌）
  - 七つの海を渡る風のように （愛内里菜&三枝夕夏 ； 劇場版『名探偵コナン 紺碧の棺』主題歌）
  - 翼を広げて （ZARD ； 劇場版『名探偵コナン 戦慄の楽譜』主題歌）
  - PUZZLE（倉木麻衣； 劇場版『名探偵コナン 漆黒の追跡者』主題歌）

- ヤッターマン
  - 天才ドロンボー'08 （ドロンボー(小原乃梨子、八奈見乗児、たてかべ和也) ； 『ヤッターマン』挿入歌）
  - スマイライフ （ステレオポニー ； 『劇場版ヤッターマン 新ヤッターメカ大集合! オモチャの国で大決戦だコロン!』主題歌）

- その他
  - すいーとそんぐABC （MAHO堂 ； 『も～っと!おジャ魔女どれみ』挿入歌）
  - 渚のウェイトレス （かかずゆみ/倖月美和/草柳順子/根谷美智子/望月久代/今井由香 ; 『Piaキャロットへようこそ!! -さやかの恋物語-』挿入歌）
  - étoile-星- （本田美奈子 ； 『明日のナージャ』挿入歌）
  - 射手座☆午後九時 Don't be late（シェリル・ノーム starring May'n；『マクロスF』挿入歌）
  - friend （笹川京子（稲村優奈）  三浦ハル（吉田仁美） ； 『家庭教師ヒットマンREBORN!』標的63エンディングテーマ）

## 2010年代
- THE IDOLM@STER
  - M@STERPIECE （天海春香、星井美希、如月千早、高槻やよい、萩原雪歩、菊地真、双海亜美 / 真美、水瀬伊織、三浦あずさ、四条貴音、我那覇響（中村繪里子、長谷川明子、今井麻美、仁後真耶子、浅倉杏美、平田宏美、下田麻美、釘宮理恵、たかはし智秋、原由実、沼倉愛美） ； 『THE IDOM@STER MOVIE 輝きの向こう側へ!』主題歌）
  - Fate of the World （天海春香、星井美希、如月千早（中村繪里子、長谷川明子、今井麻美） ； 『THE IDOM@STER MOVIE 輝きの向こう側へ!』挿入歌）
  - ラムネ色 青春 （765PRO ALLSTARS（中村繪里子、長谷川明子、今井麻美、仁後真耶子、浅倉杏美、平田宏美、下田麻美、釘宮理恵、たかはし智秋、原由実、沼倉愛美、若林直美） ； 『THE IDOM@STER MOVIE 輝きの向こう側へ!』挿入歌）
  - 虹色ミラクル （765PRO ALLSTARS ； 『THE IDOM@STER MOVIE 輝きの向こう側へ!』エンディングテーマ）

- アマガミSS
  - minamo （七咲逢（ゆかな） ； 『アマガミSS』挿入歌）
  - 星 （桜井梨穂子（新谷良子） ； 『アマガミSS』挿入歌）

- イナズマイレブン
  - スーパー立ち上がリーヨ! （T-Pistonz+KMC ； 『劇場版イナズマイレブン 最強軍団オーガ襲来』オープニングテーマ）
  - 最強で最高 （T-Pistonz+KMC ； 『劇場版イナズマイレブン 最強軍団オーガ襲来』エンディングテーマ）

- イナズマイレブンGO
  - 虹を超えて天までとどけっ! （T-Pistonz+KMC ； 『劇場版イナズマイレブンGO 究極の絆 グリフォン』オープニングテーマ）
  - 僕らの楽園 （T-Pistonz+KMC ； 『劇場版イナズマイレブンGO 究極の絆 グリフォン』エンディングテーマ）
  - 夢のかたまり （空野葵（北原沙弥香） ； 『劇場版イナズマイレブンGO 究極の絆 グリフォン』挿入歌）

- えむえむっ!
  - ハレルヤ♡スタディ （石動美緒（竹達彩奈）、結野嵐子（早見沙織） ； 『 えむえむっ!』第9話挿入歌）

- Angel Beats!
  - Crow Song （Girls Dead Monster (marina)  ； 『Angel Beats!』挿入歌）
  - Alchemy （Girls Dead Monster (marina)  ； 『Angel Beats!』挿入歌）
  - My Song （Girls Dead Monster (marina)  ； 『Angel Beats!』挿入歌）
  - Thousand Enemies （Girls Dead Monster (LiSA)  ； 『Angel Beats!』挿入歌）
  - 一番の宝物 （Girls Dead Monster (LiSA)  ； 『Angel Beats!』挿入歌）
  - Shine Days （Girls Dead Monster (LiSA)  ； 『Angel Beats!』挿入歌）

- 神のみぞ知るセカイ
  - 初めての色 （飛鳥空 starring 櫻井智 ； 『神のみぞ知るセカイ』挿入歌）
  - ALL 4 YOU （中川かのん starring 東山奈央 ； 『神のみぞ知るセカイ』挿入歌）
  - ハッピークレセント （中川かのん starring 東山奈央 ； 『神のみぞ知るセカイ』挿入歌）
  - Oh!まい☆GOD!! （中川かのん starring 東山奈央 ； 『神のみぞ知るセカイ』挿入歌）

- ガンダムシリーズ
  - 閉ざされた世界 （THE BACK HORN ； 『劇場版 機動戦士ガンダム00 -A wakening of the Trailblazer-』オープニングテーマ）
  - クオリア （UVERworld ； 『劇場版 機動戦士ガンダム00 -A wakening of the Trailblazer-』エンディングテーマ）
  - もう何も怖くない、怖くはない （石川智晶 ； 『劇場版 機動戦士ガンダム00 -A wakening of the Trailblazer-』挿入歌）

- 銀魂
  - バクチ・ダンサー （DOES ； 『劇場版 銀魂 新訳紅桜編』主題歌）

- けいおん!!
  - ぴゅあぴゅあはーと （放課後ティータイム　平沢唯・秋山澪・田井中律・琴吹紬・中野梓（CV：豊崎愛生、日笠陽子、佐藤聡美、寿美菜子、竹達彩奈） ； 『けいおん!!』劇中歌）
  - ラヴ （DEATH DEVIL　山中さわ子（CV：真田アサミ） ； 『けいおん!!』劇中歌）
  - ごはんはおかず （放課後ティータイム　平沢唯・秋山澪・田井中律・琴吹紬・中野梓（CV：豊崎愛生、日笠陽子、佐藤聡美、寿美菜子、竹達彩奈） ； 『けいおん!!』劇中歌）
  - U&I （放課後ティータイム　平沢唯・秋山澪・田井中律・琴吹紬・中野梓（CV：豊崎愛生、日笠陽子、佐藤聡美、寿美菜子、竹達彩奈） ； 『けいおん!!』劇中歌）
  - いちばんいっぱい （放課後ティータイム　平沢唯・秋山澪・田井中律・琴吹紬・中野梓（CV：豊崎愛生、日笠陽子、佐藤聡美、寿美菜子、竹達彩奈） ； 『映画けいおん!』オープニングテーマ）
  - Unmei♪wa♪Endless! （放課後ティータイム　平沢唯・秋山澪・田井中律・琴吹紬・中野梓（CV：豊崎愛生、日笠陽子、佐藤聡美、寿美菜子、竹達彩奈） ； 『けいおん!!』テーマソング）
  - Singing! （山中さわ子（真田アサミ） ； 『映画けいおん!』エンディングテーマ）
  - 光 （山中さわ子（真田アサミ） ； 『映画けいおん!』劇中歌）

- コイ☆セント
  - metamorphose （寿美菜子 ； OVA『コイ☆セント』オープニングテーマ）
  - Startline （寿美菜子 ； OVA『コイ☆セント』エンディングテーマ）

- コードギアス 亡国のアキト
  - モアザンワーズ （坂本真綾 ； 映画『コードギアス 亡国のアキト』第1章 - 第3章主題歌）
  - アルコ （坂本真綾 ； 映画『コードギアス 亡国のアキト』第4章 - 最後章主題歌）

- 涼宮ハルヒの消失
  - 優しい忘却 （茅原実里  ； 『涼宮ハルヒの消失』主題歌）

- 聖痕のクェイサー
  - 正義のKISSで勝負して（桂木華（日笠陽子）、辻堂美由梨（川澄綾子） ； 『聖痕のクェイサー』挿入歌）

- 戦姫絶唱シンフォギア
  - 逆光のフリューゲル （ツヴァイウィング　風鳴翼・天羽奏（CV：水樹奈々、高山みなみ） ； 『戦姫絶唱シンフォギア』第1話劇中歌）
  - ORBITAL BEAT （ツヴァイウィング　風鳴翼・天羽奏（CV：水樹奈々、高山みなみ） ； 『戦姫絶唱シンフォギア』第1話劇中歌）
  - 絶刀・天羽々斬 （風鳴翼（CV：水樹奈々） ； 『戦姫絶唱シンフォギア』第1 - 4、8話劇中歌）
  - 撃槍・ガングニール （立花響（CV：悠木碧） ； 『戦姫絶唱シンフォギア』第2 - 5話劇中歌）
  - 私ト云ウ 音響キ ソノ先ニ （立花響（CV：悠木碧） ； 『戦姫絶唱シンフォギア』第6 - 8、10話劇中歌）
  - 魔弓・イチイバル （雪音クリス（CV：高垣彩陽） ； 『戦姫絶唱シンフォギア』第7、8、10、11話劇中歌）
  - 恋の桶狭間 （風鳴翼（CV：水樹奈々） ； 『戦姫絶唱シンフォギア』第9話劇中歌）
  - 繋いだ手だけが紡ぐもの （雪音クリス（CV：高垣彩陽） ； 『戦姫絶唱シンフォギア』第10話劇中歌）
  - 不死鳥のフランメ （マリア・風鳴翼（CV：日笠陽子、水樹奈々） ； 『戦姫絶唱シンフォギアG』第1話劇中歌）
  - 正義を信じて、握り締めて （立花響（CV：悠木碧） ； 『戦姫絶唱シンフォギアG』第1、5、7話劇中歌）
  - 烈槍・ガングニール （マリア・カデンツァヴナ・イヴ（CV：日笠陽子） ； 『戦姫絶唱シンフォギアG』第1、4、8、12話劇中歌）
  - Dark Oblivion （マリア・カデンツァヴナ・イヴ（CV：日笠陽子） ； 『戦姫絶唱シンフォギアG』第1話劇中歌）
  - 月煌ノ剣 （風鳴翼（CV：水樹奈々） ； 『戦姫絶唱シンフォギアG』第2、3、11話劇中歌）
  - 鏖鋸・シュルシャガナ （月読調（CV：南條愛乃） ； 『戦姫絶唱シンフォギアG』第2、8、9話劇中歌）
  - Bye-Bye Lullaby （雪音クリス（CV：高垣彩陽） ； 『戦姫絶唱シンフォギアG』第3、9、10話劇中歌）
  - 教室モノクローム （雪音クリス（CV：高垣彩陽） ； 『戦姫絶唱シンフォギアG』第4話挿入歌）
  - 獄鎌・イガリマ （暁切歌（CV：茅野愛衣） ； 『戦姫絶唱シンフォギアG』第4話劇中歌）
  - 歪鏡・シェンショウジン （小日向未来（CV：井口裕香） ； 『戦姫絶唱シンフォギアG』第10話劇中歌）
  - Rainbow Flower （立花響（CV：悠木碧） ； 『戦姫絶唱シンフォギアG』第10話劇中歌）
  - 星天ギャラクシィクロス （マリア・風鳴翼（CV：日笠陽子、水樹奈々） ； 『戦姫絶唱シンフォギアGX』第1話劇中歌）
  - 限界突破 G-beat （立花響（CV：悠木碧） ； 『戦姫絶唱シンフォギアGX』第1、4、8話劇中歌）
  - Glorious Break（水樹奈々 ； 『戦姫絶唱シンフォギアGX』第1、12、13話挿入歌）
  - TRUST HEART （雪音クリス（CV：高垣彩陽） ； 『戦姫絶唱シンフォギアGX』第2、7、10話劇中歌）
  - Beyond the BLADE （風鳴翼（CV：水樹奈々） ； 『戦姫絶唱シンフォギアGX』第2、9話劇中歌）
  - オーバーキルサイズ・ヘル （暁切歌（CV：茅野愛衣） ； 『戦姫絶唱シンフォギアGX』第3、10話劇中歌）
  - ジェノサイドソウ・ヘヴン （月読調（CV：南條愛乃） ； 『戦姫絶唱シンフォギアGX』第5、8話劇中歌）
  - 銀腕・アガートラーム （マリア・カデンツァヴナ・イヴ（CV：日笠陽子） ； 『戦姫絶唱シンフォギアGX』第7、9話劇中歌）
  - リトルミラクル -Grip it tight- （立花響（CV：悠木碧） ； 『戦姫絶唱シンフォギアGX』第11話劇中歌）
  - 殲琴・ダウルダブラ （キャロル・マールス・ディーンハイム（CV：水瀬いのり） ； 『戦姫絶唱シンフォギアGX』第11、12話劇中歌）
  - 負けない愛が拳にある （立花響（CV：悠木碧） ； 『戦姫絶唱シンフォギアAXZ』第1話劇中歌）
  - Stand up! Ready!! （マリア・カデンツァヴナ・イヴ（CV：日笠陽子） ； 『戦姫絶唱シンフォギアAXZ』第2、5話劇中歌）
  - 月下美刃 （風鳴翼（CV：水樹奈々） ； 『戦姫絶唱シンフォギアAXZ』第3、7話劇中歌）
  - GUN BULLET XXX （雪音クリス（CV：高垣彩陽） ； 『戦姫絶唱シンフォギアAXZ』第4、8話劇中歌）
  - デンジャラス・サンシャイン （暁切歌（CV：茅野愛衣） ； 『戦姫絶唱シンフォギアAXZ』第5、7、8話劇中歌）
  - メロディアス・ムーンライト （月読調（CV：南條愛乃） ； 『戦姫絶唱シンフォギアAXZ』第6、9話劇中歌）
  - 花咲く勇気 （立花響（CV：悠木碧） ； 『戦姫絶唱シンフォギアAXZ』第11話劇中歌）
  - ALL LOVES BLAZING （立花響（CV：悠木碧） ； 『戦姫絶唱シンフォギアXV』第1、4、11話劇中歌）
  - FINAL COMMANDER（水樹奈々 ； 『戦姫絶唱シンフォギアXV』第1、8話挿入歌）

- そらのおとしもの
  - SECOND （blue drops（吉田仁美）&イカロス（早見沙織） ； 『劇場版 そらのおとしもの 時計じかけの哀女神』主題歌）

- TIGER & BUNNY
  - GO NEXT!! （ブルーローズ（寿美菜子） ； 『TIGER & BUNNY』挿入歌）
  - My Song （カリーナ・ライル（寿美菜子） ； 『TIGER & BUNNY』挿入歌）
  - アースダイバー （NOVELS ； 『劇場版 TIGER & BUNNY -The Beginning-』オープニングテーマ）
  - リニアブルーを聴きながら （UNISON SQUARE GARDEN ； 『劇場版 TIGER & BUNNY -The Beginning-』主題歌）
  - 約束 （Rihwa ； 『劇場版 TIGER & BUNNY -The Beginning-』挿入歌）

- とある魔術の禁書目録
  - FIXED STAR（川田まみ ； 『劇場版 とある魔術の禁書目録 -エンデュミオンの奇蹟-』エンディングテーマ）
  - telepath〜光の塔〜（三澤紗千香 ； 『劇場版 とある魔術の禁書目録 -エンデュミオンの奇蹟-』劇中歌）
  - アタリマエの距離（三澤紗千香 ； 『劇場版 とある魔術の禁書目録 -エンデュミオンの奇蹟-』劇中歌）
  - Brand New Bright Step（三澤紗千香 ； 『劇場版 とある魔術の禁書目録 -エンデュミオンの奇蹟-』劇中歌）
  - グローリア（三澤紗千香 ； 『劇場版 とある魔術の禁書目録 -エンデュミオンの奇蹟-』劇中歌）
  - 明日、晴れるかな（三澤紗千香 ； 『劇場版 とある魔術の禁書目録 -エンデュミオンの奇蹟-』劇中歌）
  - OVER（三澤紗千香、日笠陽子 ； 『劇場版 とある魔術の禁書目録 -エンデュミオンの奇蹟-』劇中歌）
  - Shining Star-☆-LOVE Letter（井口裕香 ； 『劇場版 とある魔術の禁書目録 -エンデュミオンの奇蹟-』イメージソング）

- ねらわれた学園
  - サヨナラの橋（渡辺麻友 ； 『ねらわれた学園』主題歌）
  - 銀色飛行船（supercell ； 『ねらわれた学園』オープニングテーマ）

- 伏 鉄砲娘の捕物帳
  - 蝶々結び （Chara ； 『伏 鉄砲娘の捕物帳』主題歌）
  - のこざれし者のうた （浜田真理子 ； 『伏 鉄砲娘の捕物帳』挿入歌）

- ハヤテのごとく! 
  - Heaven is a Place on Earth （fripSide ； 『劇場版 ハヤテのごとく! HEAVEN IS A PLACE ON EARTH』主題歌）
- プリキュアシリーズ
  - つ.ぼ.み〜Future Flower〜（花咲つぼみ/キュアブロッサム（水樹奈々） ； 『ハートキャッチプリキュア!』第4、24、25話挿入歌）
  - スペシャル*カラフル（来海えりか/キュアマリン（水沢史絵） ； 『ハートキャッチプリキュア!』第8、19話挿入歌）
  - MOON〜月光〜ATTACK（月影ゆり/キュアムーンライト（久川綾） ； 『ハートキャッチプリキュア!』第35、47話挿入歌）
  - HEART GOES ON（工藤真由、池田彩 ； 『ハートキャッチプリキュア!』第36、38、48話挿入歌）
  - Power of Shine（明堂院いつき/キュアサンシャイン（桑島法子） ； 『ハートキャッチプリキュア!』第46話挿入歌）
  - キラキラkawaii! プリキュア大集合♪〜キボウの光〜（池田彩 ； 『映画 プリキュアオールスターズDX2 希望の光☆レインボージュエルを守れ!』オープニングテーマ）
  - 17jewels 〜プリキュアメドレー2010〜（池田彩&工藤真由 ；『映画 プリキュアオールスターズDX2 希望の光☆レインボージュエルを守れ!』エンディングテーマ）
  - Alright! ハートキャッチプリキュア! for the Movie（池田彩 with ハートキャッチプリキュア[メンバー 5] ； 『映画 ハートキャッチプリキュア! 花の都でファッションショー…ですか!?』オープニングテーマ）
  - Tomorrow Song 〜あしたのうた〜for the Movie（工藤真由 with ハートキャッチプリキュア[メンバー 5] ； 『映画 ハートキャッチプリキュア! 花の都でファッションショー…ですか!?』エンディングテーマ）
  - キラキラkawaii!プリキュア大集合♪〜いのちの花〜（工藤真由 ； 『映画 プリキュアオールスターズDX3 未来にとどけ! 世界をつなぐ☆虹色の花』オープニングテーマ）
  - ありがとうがいっぱい（キュア・レインボーズ with プリキュアオールスターズ21[メンバー 6] ； 『映画 プリキュアオールスターズDX3 未来にとどけ! 世界をつなぐ☆虹色の花』エンディングテーマ）
  - Come on!プリキュアオールスターズ（工藤真由&池田彩 ； 『プリキュアオールスターズDX 3Dシアター』主題歌）
  - 心の歌（Remi ； 『映画 スイートプリキュア♪ とりもどせ! 心がつなぐ奇跡のメロディ♪』劇中歌）
  - 笑う 笑えば 笑おう♪（スマイルプリキュア! with キャンディ[メンバー 7] ； 『スマイルプリキュア!』第34話挿入歌）
  - あなたの鏡（キュアビューティ/青木れいか（CV：西村ちなみ） ； 『スマイルプリキュア!』43話挿入歌）
  - 最高のスマイル（キュアハッピー&キュアサニー&キュアピース&キュアマーチ&キュアビューティ ； 『スマイルプリキュア!』第44、48話挿入歌）
  - プリキュア〜永遠のともだち〜（工藤真由 ； 『映画 プリキュアオールスターズNewStage みらいのともだち』オープニングテーマ）
  - トモダチ（池田彩 ； 『映画 プリキュアオールスターズNewStage みらいのともだち』テーマソング）
  - きみという未来（Remi ； 『映画 スマイルプリキュア! 絵本の中はみんなチグハグ!』テーマソング）
  - 〜SONGBIRD〜（キュアソード/剣崎真琴（宮本佳那子） ； 『ドキドキ!プリキュア』挿入歌）
  - こころをこめて（キュアソード/剣崎真琴（宮本佳那子） ； 『ドキドキ!プリキュア』第40話挿入歌）
  - プリキュア〜永遠のともだち〜(2013Version)（工藤真由、黒沢ともよ、吉田仁美 ； 『映画 プリキュアオールスターズNewStage2 こころのともだち』オープニングテーマ）
  - みんなともだち（黒沢ともよ&吉田仁美  ； 『映画 プリキュアオールスターズNewStage2 こころのともだち』テーマソング）
  - たからもの（キュアハート（生天目仁美）、キュアダイヤモンド（寿美菜子）、キュアロゼッタ（渕上舞） ； 『映画 ドキドキ!プリキュア マナ結婚!!?未来につなぐ希望のドレス』テーマソング、挿入歌）
  - しあわせごはん愛のうた（キュアハニー（北川里奈） ；『ハピネスチャージプリキュア!』第9 - 11、28、31、35話挿入歌）
  - イノセントハーモニー（キュアラブリー（中島愛）、キュアプリンセス（潘めぐみ）、キュアハニー（北川里奈）、キュアフォーチュン（戸松遥） ； 『ハピネスチャージプリキュア!』第38 - 41、43 - 48話挿入歌）
  - プリキュア〜永遠のともだち〜(2014Version)（工藤真由、キュアハート（生天目仁美）、キュアラブリー（中島愛） ； 『映画 プリキュアオールスターズNewStage3 永遠のともだち』オープニングテーマ）
  - プリキュア・メモリ(NewStage3 Version)（キュアブラック（本名陽子）、キュアブルーム（樹元オリエ）、キュアドリーム（三瓶由布子）、キュアピーチ（沖佳苗）、キュアブロッサム（水樹奈々）、キュアメロディ（小清水亜美）、キュアハッピー（福圓美里）、キュアハート（生天目仁美）、キュアラブリー（中島愛） ； 『映画 プリキュアオールスターズNewStage3 永遠のともだち』エンディングテーマ）
  - 勇気が生まれる場所（キュアラブリー（中島愛）、キュアプリンセス（潘めぐみ）、キュアハニー（北川里奈）、キュアフォーチュン（戸松遥） ； 『映画 ハピネスチャージプリキュア! 人形の国のバレリーナ』挿入歌、『ハピネスチャージプリキュア!』第44話挿入歌）
  - プリキュア音頭〜スマイルWink〜（五條真由美 ； 『Go!プリンセスプリキュア』第27話挿入歌、『魔法つかいプリキュア!』第29話挿入歌）
  - プリンセスの条件（キュアフローラ（嶋村侑）、キュアマーメイド（浅野真澄）、キュアトゥインクル（山村響）、キュアスカーレット（沢城みゆき） ； 『Go!プリンセスプリキュア』第39話挿入歌）
  - Joyful!プリキュアクリスマス（春野はるか（嶋村侑）、海藤みなみ（浅野真澄）、天ノ川きらら（山村響）、紅城トワ（沢城みゆき） ； 『Go!プリンセスプリキュア』第45話挿入歌）
  - イマココカラ（モーニング娘。'15 ； 『映画 プリキュアオールスターズ 春のカーニバル♪』主題歌）
  - 39フェアリーズ（うちやえゆか ； 『映画 プリキュアオールスターズ 春のカーニバル♪』挿入歌）
  - オドレン・ウタエン盗賊伝（オドレン（中田敦彦）、ウタエン（藤森慎吾） ； 『映画 プリキュアオールスターズ 春のカーニバル♪』挿入歌）
  - イマココカラ（プリキュアオールスターズ[メンバー 8] ； 『映画 プリキュアオールスターズ 春のカーニバル♪』挿入歌）
  - Sharin' Miracle（パンプルル姫（花澤香菜） ； 『映画 Go!プリンセスプリキュア Go!Go!!豪華3本立て!!!「パンプキン王国のたからもの」』挿入歌）
  - KIRA KIRA（Every Little Thing ； 『映画 Go!プリンセスプリキュア Go!Go!!豪華3本立て!!!「パンプキン王国のたからもの」』エンディングテーマ）
  - Happy Happening♪（レフィ姫（上垣ひなた） ； 『映画 Go!プリンセスプリキュア Go!Go!!豪華3本立て!!!「プリキュアとレフィのワンダーナイト!」』挿入歌）
  - キラリ☆100カラットの奇跡（キュアミラクル（高橋李依）、キュアマジカル（堀江由衣） ； 『魔法つかいプリキュア!』第49話挿入歌）
  - みんながいるから☆プリキュアオールスターズ（プリキュアオールスターズ ； 『映画 プリキュアオールスターズ みんなで歌う♪奇跡の魔法!』主題歌）
  - あなたがいるから（朝日奈みらい（CV：高橋李依）、リコ（CV：堀江由衣）、モフルン（CV：齋藤彩夏）、春野はるか（CV：嶋村侑）、海藤みなみ（CV：浅野真澄）、天ノ川きらら（CV：山村響）、紅城トワ（CV：沢城みゆき）、パフ（CV：東山奈央）、アロマ（CV：古城門志帆） ； 『 映画 プリキュアオールスターズ みんなで歌う♪奇跡の魔法!』挿入歌）
  - 秘薬のレシピ（トラウーマ（CV：山本耕史）、ソルシエール（CV：新妻聖子） ； 『 映画 プリキュアオールスターズ みんなで歌う♪奇跡の魔法!』挿入歌）
  - 無力な戦士（キュアミラクル（CV：高橋李依）、キュアマジカル（CV：堀江由衣） ； 『 映画 プリキュアオールスターズ みんなで歌う♪奇跡の魔法!』挿入歌）
  - やっと会えたね!（五條真由美 ； 『 映画 プリキュアオールスターズ みんなで歌う♪奇跡の魔法!』挿入歌
  - 考えてみて（ソルシエール（CV：新妻聖子）、キュアミラクル（CV：高橋李依）、キュアマジカル（CV：堀江由衣） ； 『 映画 プリキュアオールスターズ みんなで歌う♪奇跡の魔法!』挿入歌）
  - 魔女の子守唄〜歌は魔法（ソルシエール（CV：新妻聖子）、プリキュアオールスターズ ； 『 映画 プリキュアオールスターズ みんなで歌う♪奇跡の魔法!』挿入歌）
  - ふたつのねがい（朝日奈みらい（高橋李依）、モフルン（齋藤彩夏） ； 『映画 魔法つかいプリキュア! 奇跡の変身!キュアモフルン!』挿入歌、『魔法つかいプリキュア!』第49話挿入歌）
  - 鮮烈!キュアモフルン（五條真由美 ； 『映画 魔法つかいプリキュア! 奇跡の変身!キュアモフルン!』挿入歌）
  - キラメク誓い（キュアミラクル（高橋李依）・キュアマジカル（堀江由衣）・キュアフェリーチェ（早見沙織）・キュアモフルン（齋藤彩夏） ； 『映画 魔法つかいプリキュア! 奇跡の変身!キュアモフルン!』挿入歌）
  - 正しい魔法の使い方（渡辺麻友 ； 『映画 魔法つかいプリキュア! 奇跡の変身!キュアモフルン!』挿入歌、『キュアミラクルとモフルンの魔法レッスン!』主題歌、『魔法つかいプリキュア!』本放送第38、39話エンディングテーマ）
  - ダイスキにベリーを添えて（キュアホイップ（CV：美山加恋） ；『キラキラ☆プリキュアアラモード』第1、8、21話挿入歌）
  - プティ＊パティ∞サイエンス（キュアカスタード（CV：福原遥） ；『キラキラ☆プリキュアアラモード』第2、13、28、43話挿入歌）
  - Soul Believer（岬あやね（CV：Machico） ； 『キラキラ☆プリキュアアラモード』第3、27話挿入歌）
  - Soul Believer（立神あおい（CV：村中知） ； 『キラキラ☆プリキュアアラモード』第3、14、27話挿入歌）
  - 青空Alright（キュアジェラート（CV：村中知） ； 『キラキラ☆プリキュアアラモード』第3、14、27、42話挿入歌）
  - CAT MEETS SWEETS（キュアマカロン（CV：藤田咲） ； 『キラキラ☆プリキュアアラモード』第5、16、29、45話挿入歌）
  - ショコラ・エトワール（キュアショコラ（CV：森なな子） ； 『キラキラ☆プリキュアアラモード』第6、15、39、44話挿入歌）
  - 勇気が君を待ってる（駒形友梨 ； 『キラキラ☆プリキュアアラモード』第17、31話挿入歌）
  - 虹色エスポワール（キュアパルフェ（CV：水瀬いのり） ； 『キラキラ☆プリキュアアラモード』第23、26、41話挿入歌）
  - ススメ!スイーツウェイ（おんなのこペコリン（CV：かないみか） ； 『キラキラ☆プリキュアアラモード』第38話挿入歌）
  - はらぺこ☆ハピデコ♡ドーナツ（宇佐美いちか（CV：美山加恋）＆ペコリン（CV：かないみか） ； 『キラキラ☆プリキュアアラモード』第38話挿入歌）
  - IGNITION（岬あやね（CV：Machico） ； 『キラキラ☆プリキュアアラモード』第42話挿入歌）
  - Aile（立神あおい（CV：村中知） ； 『キラキラ☆プリキュアアラモード』第42話挿入歌）
  - 桜MISSION〜プリキュアリレーション〜（北川理恵 ； 『映画 プリキュアドリームスターズ!』オープニングテーマ）
  - 君を呼ぶ場所（木村佳乃 ； 『映画 プリキュアドリームスターズ!』エンディングテーマ）
  - トレビアンサンブル!!（駒形友梨&宮本佳那子 ； 『映画 キラキラ☆プリキュアアラモード パリッと!想い出のミルフィーユ!』エンディングテーマ、『キラキラ☆プリキュアアラモード』本放送第37、38話エンディングテーマ）
  - メモワール・ミルフィーユ（キュアホイップ（美山加恋）、キュアカスタード（福原遥）、キュアジェラート（村中知）、キュアマカロン（藤田咲）、キュアショコラ（森なな子）、キュアパルフェ（水瀬いのり） ； 『映画 キラキラ☆プリキュアアラモード パリッと!想い出のミルフィーユ!』挿入歌）
  - キミとともだち（愛崎えみる（田村奈央）、ルールー・アムール（田村ゆかり） ； 『HUGっと!プリキュア』第18話エンディングテーマ）
  - 大好き∞無限POWER（キュアマシェリ（田村奈央）、キュアアムール（田村ゆかり） ； 『HUGっと!プリキュア』第20、21、33話挿入歌 ）
  - LOVE&LOVE（愛崎えみる（田村奈央）、ルールー・アムール（田村ゆかり） ； 『HUGっと!プリキュア』第24話、28話、30、33、41話挿入歌）
  - キミとともだち（薬師寺さあや（本泉莉奈）、輝木ほまれ（小倉唯）、愛崎えみる（田村奈央）、ルールー・アムール（田村ゆかり） ； 『HUGっと!プリキュア』第31話挿入歌）
  - もう一度、あの空の先へ（キュアエトワール（CV.小倉唯） ； 『HUGっと!プリキュア』第43話挿入歌）
  - 明日笑顔になぁれ!（北川理恵 ； 『映画 プリキュアスーパースターズ!』オープニングテーマ）
  - 七色の世界（宮本佳那子 ； 『映画 プリキュアスーパースターズ!』エンディングテーマ）
  - DANZEN! ふたりはプリキュア〜唯一無二の光たち〜（五條真由美 ； 『映画 HUGっと!プリキュア♡ふたりはプリキュア オールスターズメモリーズ』エンディングテーマ、『HUGっと!プリキュア』本放送第22、36、37話エンディングテーマ）
  - リワインドメモリー（五條真由美・宮本佳那子 ； 『映画 HUGっと!プリキュア♡ふたりはプリキュア オールスターズメモリーズ』挿入歌）
  - スターカラーペンダント!カラーチャージ!（キュアスター（CV：成瀬瑛美）、キュアミルキー（CV：小原好美）、キュアソレイユ（CV：安野希世乃）、キュアセレーネ（CV：小松未可子）、キュアコスモ（CV：上坂すみれ） ； 『スター☆トゥインクルプリキュア』挿入歌）
  - コズミック☆ミステリー☆ガール（マオ（CV：上坂すみれ） ； 『スター☆トゥインクルプリキュア』第15、23、24話挿入歌）
  - キラリ☆彡スター☆トゥインクルプリキュア（5 PRECURE ver.）（キュアスター（CV：成瀬瑛美）・キュアミルキー（CV：小原好美）・キュアソレイユ（CV：安野希世乃）・キュアセレーネ（CV：小松未可子）・キュアコスモ（CV：上坂すみれ） ； 『スター☆トゥインクルプリキュア』第49話挿入歌）
  - プリキュア!カナYell☆ミラクル（宮本佳那子 ； 『映画 プリキュアミラクルユニバース』オープニングテーマ）
  - WINくる!プリキュアミラクルユニバース☆（北川理恵 ； 『映画 プリキュアミラクルユニバース』エンディングテーマ、『スター☆トゥインクルプリキュア』本放送第6 - 8話エンディングテーマ）
  - Twinkle Stars（知念里奈 ； 『映画 スター☆トゥインクルプリキュア 星のうたに想いをこめて』エンディングテーマ
  - Twinkle Stars（キュアスター（成瀬瑛美）・キュアミルキー（小原好美）・キュアソレイユ（安野希世乃）・キュアセレーネ（小松未可子）・キュアコスモ（上坂すみれ） ； 『映画 スター☆トゥインクルプリキュア 星のうたに想いをこめて』挿入歌、『スター☆トゥインクルプリキュア』本放送第35 - 38話エンディングテーマ）
  - ながれぼしのうた（キュアスター（成瀬瑛美）・キュアミルキー（小原好美） ； 『映画 スター☆トゥインクルプリキュア 星のうたに想いをこめて』挿入歌）
  - 星座のチカラ（吉武千颯 ； 『映画 スター☆トゥインクルプリキュア 星のうたに想いをこめて』挿入歌）

- ブレイク ブレイド
  - SERIOUS-AGE （飛蘭 ； 『ブレイク ブレイド』エンディングテーマ）

- 名探偵コナン
  - Over Drive（GARNET CROW ； 劇場版『名探偵コナン 天空の難破船』主題歌）
  - Don't Wanna Lie（B'z ； 劇場版『名探偵コナン 沈黙の15分』主題歌）
  - ハルウタ（いきものがかり ； 劇場版『名探偵コナン 11人目のストライカー』主題歌）
  - 光をつかもう（玲里 ； 劇場版『名探偵コナン 11人目のストライカー』挿入歌）
  - ワンモアタイム（斉藤和義 ； 劇場版『名探偵コナン 絶海の探偵』主題歌）
  - ラブサーチライト（柴咲コウ ； 劇場版『名探偵コナン 異次元の狙撃手』挿入歌）
  - オー!リバル（ポルノグラフィティ ； 劇場版『名探偵コナン 業火の向日葵』挿入歌）
  - 世界はあなたの色になる（B'z ； 劇場版『名探偵コナン 純黒の悪夢』挿入歌）
  - 渡月橋 ～君 想ふ～（倉木麻衣 ； 劇場版『名探偵コナン から紅の恋歌』挿入歌）
  - 零 -ZERO-（福山雅治 ； 劇場版『名探偵コナン ゼロの執行人』挿入歌）
  - BLUE SAPPHIRE（HIROOMI TOSAKA ； 劇場版『名探偵コナン 紺青の拳』挿入歌）

- 豆富小僧
  - ハルカ（SCANDAL ； 『豆富小僧』主題歌）
  - 銀河鉄道の夜（Aqua Timez ； 『豆富小僧』挿入歌）
  - My Dear（Crystal Kay ； 『豆富小僧』挿入歌）
  - SO JOY BOY（HALCALI ； 『豆富小僧』挿入歌）
  - 宝島（山猿 ； 『豆富小僧』挿入歌）

- 魔法少女まどか☆マギカ
  - ルミナス（ClariS ； 劇場版『魔法少女まどか☆マギカ [前編] 始まりの物語』主題歌）
  - 未来（Kalafina ； 劇場版『魔法少女まどか☆マギカ [前編] 始まりの物語』挿入歌）
  - ひかりふる（Kalafina ； 劇場版『魔法少女まどか☆マギカ [後編] 永遠の物語』主題歌）
  - Magia [quattro]（Kalafina ； 劇場版『魔法少女まどか☆マギカ [前編] 始まりの物語』エンディングテーマ、劇場版 魔法少女まどか☆マギカ [後編] 永遠の物語』挿入歌）
  - カラフル（ClariS ； 劇場版『魔法少女まどか☆マギカ [新編] 叛逆の物語』主題歌）
  - 君の銀の庭（Kalafina ； 劇場版『魔法少女まどか☆マギカ [新編] 叛逆の物語』主題歌）
  - misterioso（Kalafina ； 劇場版『魔法少女まどか☆マギカ [新編] 叛逆の物語』挿入歌）

- 魔法少女リリカルなのは
  - PHANTOM MINDS（水樹奈々 ； 劇場版『魔法少女リリカルなのは The MOVIE 1st』主題歌）
  - Don't be long（水樹奈々 ； 劇場版『魔法少女リリカルなのは The MOVIE 1st』挿入歌）
  - My wish My love（田村ゆかり ； 劇場版『魔法少女リリカルなのは The MOVIE 1st』エンディングテーマ）
  - BRIGHT STREAM（水樹奈々 ； 劇場版『魔法少女リリカルなのは The MOVIE 2nd A's』エンディングテーマ）
  - Sacred Force（水樹奈々 ； 劇場版『魔法少女リリカルなのは The MOVIE 2nd A's』主題歌）
  - Snow Rain 〜Ver.Holy Night〜（植田佳奈 ； 劇場版『魔法少女リリカルなのは The MOVIE 2nd A's』主題歌）
  - 微笑みのプルマージュ（田村ゆかり ； 劇場版『魔法少女リリカルなのは The MOVIE 2nd A's』主題歌）

- モーレツ宇宙海賊 
  - Black Holy （小松未可子 ； 『モーレツ宇宙海賊』イメージソング）
  - 未來航路 （小松未可子 ； 『モーレツ宇宙海賊』第26話エンディングテーマ）

- その他
  - メッセージ （植村花菜 ； 映画『マジック・ツリーハウス』主題歌）
  - METRO BAROQUE （水樹奈々 ； 『劇場版 BLOOD-C The Last Dark』主題歌）
  - マルドゥック・スクランブル （林原めぐみ ； 映画『コードギアス 亡国のアキト』主題歌）

## 2020年代
- おジャ魔女どれみ
  - おジャ魔女カーニバル!!（魔女見習いをさがして Version）（MAHO堂 ； 『魔女見習いをさがして』オープニングテーマ）
  - おジャ魔女カーニバル!!（+子供たち Version）（MAHO堂+子供たち ； 『魔女見習いをさがして』挿入歌）
  - 終わらない物語（魔女見習いをさがして Version）（瀬川おんぷ（宍戸留美） ； 『魔女見習いをさがして』エンディングテーマ）
- 風都探偵
  - W-G-X 〜W Goes Next〜（上木彩矢 w TAKUYA ； 『風都探偵』挿入歌）
  - Let's go ahead（風祭メグ（Machico） ； 『風都探偵』挿入歌）
  - 似合う男になれ（鳴海荘吉（吉川晃司） ； 『風都探偵 仮面ライダースカルの肖像』主題歌）
- プリキュアシリーズ
  - We are Alive!!（北川理恵 ； 『ヒーリングっど♥プリキュア』第45話挿入歌）
  - Circle Love〜サクラ〜（北川理恵 ； 『映画 プリキュアミラクルリープ みんなとの不思議な1日』テーマソング、挿入歌）
  - 若葉のころ（Machico ； 『映画 プリキュアミラクルリープ みんなとの不思議な1日』イメージソング）
  - やくそく（Machico ； 『映画 ヒーリングっど♥プリキュア ゆめのまちでキュン!っとGoGo!大変身!!』エンディングテーマ）
  - Grace Flowers（北川理恵 ； 『映画 ヒーリングっど♥プリキュア ゆめのまちでキュン!っとGoGo!大変身!!』挿入歌）
  - エビバディ☆ヒーリングッデイ!＆トロピカ I・N・G エンディングリレー（宮本佳那子・吉武千颯 ； 『映画 トロピカル〜ジュ！プリキュア プチ とびこめ！コラボ♡ダンスパーティ！』主題歌、『トロピカル〜ジュ!プリキュア』本放送第4、5話エンディングテーマ）
  - Viva! Spark!トロピカル〜ジュ！プリキュア〜トロピカる部Ver.〜（トロピカる部[メンバー 9] ； 『トロピカル〜ジュ!プリキュア』第33話オープニングテーマ）
  - なかよしのうた（ローラ（CV：日高里菜） ； 『トロピカル〜ジュ!プリキュア』第13話挿入歌）
  - なかよしのうた〜いっしょにうたおう♪だいすきなともだち〜（ローラ（CV：日高里菜）、夏海まなつ（CV：ファイルーズあい）、涼村さんご（CV：花守ゆみり）、一之瀬みのり（CV：石川由依）、滝沢あすか（CV：瀬戸麻沙美） ； 『トロピカル〜ジュ!プリキュア』第46話挿入歌）
  - シャンティア〜しあわせのくに〜（キュアサマー（CV：ファイルーズあい）・キュアコーラル（CV：花守ゆみり）・キュアパパイア（CV：石川由依）・キュアフラミンゴ（CV：瀬戸麻沙美）・キュアラメール（CV：日高里菜）・キュアブロッサム（CV：水樹奈々）・キュアマリン（CV：水沢史絵）・キュアサンシャイン（CV：桑島法子）・キュアムーンライト（CV：久川綾） ； 『映画 トロピカル〜ジュ!プリキュア 雪のプリンセスと奇跡の指輪!』エンディングテーマ、『トロピカル〜ジュ!プリキュア』本放送第33 - 36話エンディングテーマ）
  - シャンティア〜しあわせのくに〜（キュアサマー（CV：ファイルーズあい）・キュアコーラル（CV：花守ゆみり）・キュアパパイア（CV：石川由依）・キュアフラミンゴ（CV：瀬戸麻沙美）・キュアラメール（CV：日高里菜） ； 『映画 トロピカル〜ジュ!プリキュア 雪のプリンセスと奇跡の指輪!』挿入歌）
  - 大好きのSnowball（Machico ； 『映画 トロピカル〜ジュ!プリキュア 雪のプリンセスと奇跡の指輪!』挿入歌）
  - キズナ♡スペシャリティ（キュアプレシャス（菱川花菜）、キュアスパイシー（清水理沙）、キュアヤムヤム（井口裕香）、キュアフィナーレ（茅野愛衣） ； 『デリシャスパーティ♡プリキュア』第44話挿入歌）
  - ようこそ、お子さま♡ドリーミア（後本萌葉 ； 『映画 デリシャスパーティ♡プリキュア 夢みる♡お子さまランチ!』エンディングテーマ・挿入歌、『デリシャスパーティ♡プリキュア』本放送第27 - 30話エンディングテーマ）
  - レッツ! fun fun time!（北川理恵・Machico ； 『わたしだけのお子さまランチ』主題歌）
  - ヒロガリズム 〜Precure Quintet Ver.〜（キュアスカイ（関根明良）、キュアプリズム（加隈亜衣）、キュアウィング（村瀬歩）、キュアバタフライ（七瀬彩夏）、キュアマジェスティ（古賀葵） ； 『ひろがるスカイ!プリキュア』第50話エンディングテーマ）
  - Daybreak song（石井あみ、北川理恵、Machico、吉武千颯 ； 『ひろがるスカイ!プリキュア』第50話挿入歌）
  - うれしくて（いきものがかり ； 『映画 プリキュアオールスターズF』主題歌、『ひろがるスカイ!プリキュア』本放送第33、34話エンディングテーマ）
  - For "F"（石井あみ・Machico ； 『映画 プリキュアオールスターズF』オープニングテーマ）
  - All for one Forever（吉武千颯＆礒部花凜/北川理恵/駒形友梨/Machico/宮本佳那子 ； 『映画 プリキュアオールスターズF』挿入歌、『ひろがるスカイ!プリキュア』本放送第35、36話エンディングテーマ）
  - 夢でいっぱい（春日野うらら（伊瀬茉莉也） ； 『キボウノチカラ〜オトナプリキュア'23〜』挿入歌）
  - Wonderful Smile（石井あみ ； 『わんだふるぷりきゅあ!』第50話エンディングテーマ）
  - Happy≒Future（吉武千颯・後本萌葉 ； 『わんだふるぷりきゅあ！ざ・むーびー！ ドキドキ♡ゲームの世界で大冒険！』主題歌、『わんだふるぷりきゅあ!』本放送第33、34話エンディングテーマ）
  - 大好きのキズナ（石井あみ・北川理恵 ； 『わんだふるぷりきゅあ！ざ・むーびー！ ドキドキ♡ゲームの世界で大冒険！』挿入歌）
  - 笑顔のユニゾン♪（キュアアイドル（松岡美里） ； 『キミとアイドルプリキュア♪』挿入歌、『わんだふるぷりきゅあ!』第50話挿入歌）
  - まばたきの五線譜（キュアウインク（髙橋ミナミ） ； 『キミとアイドルプリキュア♪』挿入歌）
  - キミからのEcho（響カイト（佐久間大介） ； 『キミとアイドルプリキュア♪』第4話挿入歌）

- 名探偵コナン
  - 永遠の不在証明（東京事変 ； 劇場版『名探偵コナン 緋色の弾丸』主題歌）
  - クロノスタシス（BUMP OF CHICKEN ； 劇場版『名探偵コナン ハロウィンの花嫁』主題歌）
  - 美しい鰭（スピッツ ； 劇場版『名探偵コナン 黒鉄の魚影』主題歌）
  - 大胆（WANDS ； 『名探偵コナン vs. 怪盗キッド』主題歌）
  - 相思相愛（aiko ； 劇場版『名探偵コナン 100万ドルの五稜星』主題歌）

- その他
  - uni-verse（オーイシマサヨシ ； 『GRIDMAN UNIVERSE』主題歌）

## 未整理（五十音順）
年代について、未整理のものを下に記すので、編集ねがいます。